# Titularbistum Vallis
Vallis ist ein Titularbistum der römisch-katholischen Kirche.
Es geht zurück auf einen untergegangenen Bischofssitz in der gleichnamigen antiken Stadt, die in der römischen Provinz Africa proconsularis (heute nördliches Tunesien) lag. Der Bischofssitz war der Kirchenprovinz Karthago zugeordnet.
| Titularbischöfe von Vallis |                               |                                                                   |                   |                   |
| Nr.                        | Name                          | Amt                                                               | von               | bis               |
| 1                          | Guillaume-Lucien-Léon Lacroix | emeritierter Bischof von Tarentaise (Frankreich)                  | 9. Dezember 1921  | 27. Januar 1922   |
| 2                          | Ferdinand Brossart            | emeritierter Bischof von Covington (USA)                          | 12. März 1923     | 6. August 1930    |
| 3                          | Francesco Saverio Bini MCCJ   | Apostolischer Vikar von Khartoum (Sudan)                          | 20. November 1930 | 11. Mai 1953      |
| 4                          | Alfredo Rubio Diaz            | Weihbischof in Santa Marta (Kolumbien)                            | 7. Juli 1953      | 29. Mai 1956      |
| 5                          | Carlos Arturo Brown MM        | Weihbischof in Santa Cruz de la Sierra (Bolivien)                 | 29. November 1956 | 14. Mai 1997      |
| 6                          | Jean-Michel di Falco Leandri  | Weihbischof in Paris Weihbischof in Gap-Embrun (Frankreich)       | 4. Juli 1997      | 18. November 2003 |
| 7                          | José Rafael Palma Capetillo   | Weihbischof in Yucatán (bis 2016) und Jalapa (seit 2016) (Mexiko) | 2. April 2004     |                   |